# واعد باذيب
واعد باذيب سياسي يمني، وهو وزير النقل اليمني السابق في حكومة باسندوة

## المؤهلات العلمية
- حاصل على الدكتوراه من جامعة بونا في الهند.

## أعمال أخرى
- عضو المكتب السياسي للحزب الاشتراكي اليمني.
- أحد قادة الحراك الجنوبي.
- أستاذ محاضر في جامعة عدن.